# Эффективность стрельбы
Эффекти́вность стрельбы́, Действи́тельность стрельбы́ или Действи́тельность огня́, Действенный огонь — условное выражение обозначающий меру соответствия достигнутых результатов стрельбы поставленной огневой задаче. 
Как правило эффективность стрельбы, выводится из следующих показателей:
- вероятность поражения цели или математическое ожидание числа поражённых целей;
- расход боеприпасов на выполнение определенной огневой задачи;
- затраты времени на выполнение заданной огневой задачи[5].

Эффективность стрельбы определяет дальность действительного огня и зависит от многих параметров: скорострельности и типа вооружения, вида траектории, расстояния до цели (мишени), характера действия снарядов/пуль по данной цели, точности боя оружия и от степени подготовленности стрелка, расчёта или экипажа. Она считается высокой, если цель поражается малым количеством боевых припасов с минимумом затрат времени.

## Прикладные аспекты
Для осуществления практической оценки эффективности стрельбы введены следующие количественные характеристики:
- число попаданий в единицу времени;
- расход патронов (выстрелов) на одно попадание.

По современным представлениям считается, что эффективность стрельбы определяется огневой задачей, например при ведении огня на поражение по одиночной живой цели вероятность поражения должна составлять не менее 80 % — 90 %, при ведении огня на подавление — около 50 % и беспокоящего огня — около 20 %. В случае групповой цели предпочтение отдается математическому ожиданию процента накрытых целей, которое при огне на поражение составляет 50 % — 60 %, огне на подавление — 20 % — 30 % и беспокоящем огне — 5 % — 10 %.